# Galen Spencer
Galen Carter Spencer (født 19. september 1840 i New York, død 19. oktober 1904) var en amerikansk bueskytte, som deltog i OL 1904 i St. Louis.

## Idrætskarriere
Spencer deltog i bueskydning ved OL 1904 og stillede først op i den individuelle konkurrence i den "dobbelte amerikanske" disciplin, hvor han – på sin 64 års fødselsdag – opnåede en trettendeplads. Et par dage senere stillede han op i holdkonkurrencen for Potomac Archers sammen med William Thompson, Robert Williams og Louis Maxson. I konkurrencen, hvor der kun stillede amerikanske hold op, lykkedes det Potomac at vinde guld med 1344 point, akkurat foran Cincinnati Archers med 1341 point, mens Boston Archers blev nummer tre med 1268 point. Spencer blev dermed den ældste amerikanske olympiske guldvinder nogensinde.

## Øvrige karriere
Spencer var præst, men var gået på pension i 1904. Få uger efter legene kom han på hospital, hvor han efter en operation døde nogle dage senere. Af de samtidige mindeord fremgik det, at han også havde været en temmelig god skakspiller.